# Ivan Silajev
Ivan Stepanovitj Silajev (russisk: Ива́н Степа́нович Сила́ев, født 21. oktober 1930 i Bakhtysino, Nisjnij Novgorod oblast, Rusland, død 8. februar 2023) var Sovjetunionens sidste statsminister og den næstsidste statsminister i den Russiske SFSR.
Silajev tog sin eksamen ved flyinstituttet i Kasan i 1954 som mekanisk ingeniør. Han arbejdede ved flyinstituttet i Gorkij (i dag Nisjnij Novgorod) og avancerede til instituttets leder (1971–1974). I 1974 flyttede han til Moskva.
Videre karriere:
- 1974–1977: Viceminister for Sovjetunionens flyindustri
- 1977–1980: Første Viceminister for Sovjetunionens flyindustri
- 1980–1981: Minister for Sovjetunionens konstruktion og produktion af maskine-værktøj
- 1981–1985: Minister for Sovjetunionens flyindustri
- 1985–1990: Første viceminister for Sovjetunionen

Etter sin karriere som statsminister i Sovjetunionen og den Russiske SFSR var han Ruslands repræsentant i EU i årene 1991–1994.